# Sutrieu
Sutrieu era un comune francese di 241 abitanti situato nel dipartimento dell'Ain della regione dell'Alvernia-Rodano-Alpi. 
Dal 1° gennaio 2019 è divenuto comune delegato del nuovo comune di Valromey-sur-Séran.
È bagnato dal fiume Séran.

## Società

### Evoluzione demografica
Abitanti censiti